# Cotuí
Cotuí è un comune della Repubblica Dominicana di 71.399 abitanti, situato nella Provincia di Sánchez Ramírez (nel Cibao), di cui è capoluogo. Comprende, oltre al capoluogo, quattro distretti municipali: Quita Sueño, Platanal, Comedor Arriba e Caballero.

## Storia
Una delle città più antiche del Nuovo Mondo, fu fondata nel 1510 da Rodrigo de Trujillo per ordine di Nicolás de Ovando, governatore di Hispaniola. Cotui era il nome di un capo tribù aborigena dei Caraibi (Cotoy) che governava la zona.

## Geografia fisica
La città è ben nota per i suoi giacimenti di oro, argento, ferro, bauxite, nichel, marmo e le miniere, per i suoi terreni ricchi e il più grande lago artificiale nei Caraibi, Presa de Hatillo. È anche conosciuta per i suoi corsi d'acqua cristallina, e le sue caverne (grotte preistoriche chiamate Guácaras). La città produce riso, banane, cacao, ananas, frutto della passione e patate dolci.